# Babarczy család
A nemes és báró Babarczy család egy régi magyar nemesi és főnemesi család.

## Története
Az 1681-ben nemesi címerlevelet kapott család eredetileg a Babarchich nevet viselte. Babarczy János és Mágócsi Katalin fiának, Mihálynak a nemességét, 1746. július 28-án hirdette ki Pest vármegye. Később 1754-ben, 1774-ben, 1829-ben és 1843-ban is kaptak nemesi megerősítést. A családtagok közül Imre csongrádi alispán és helytartósági tanácsos két fia, Antal helytartósági tanácsos és Imre altábornagy 1855. november 30-án osztrák birodalmi bárói cím adományozásában részesültek. Megemlítendő még Sándor, aki századosként szolgált a hadseregben a 19. században.

## Címere
Kempelen Béla ezt írja a címerükről:
„Czímer: kék paizsban füvel benőtt hét-csúcsú sziklán szemközt ágaskodó két ezüst egyszarvú, szarvaikkal kösöen aranyleveles koronát tartanak;  sisakdísz: növekvő ezüst egyszarvú; takarók: kék-ezüst; paizstartók: két ezüst egyszarvú.”